# Planchamp
Planchamp (en francès Pied-de-Borne) és un municipi francès situat al departament del Losera i a la regió d'Occitània.